# Pattada
Pattada település Olaszországban, Szardínia régióban, Sassari megyében. Lakosainak száma 2855 fő (2023. január 1.). Pattada Benetutti, Buddusò, Bultei, Nughedu San Nicolò, Oschiri, Ozieri, Nule és Osidda községekkel határos.

## Népesség
A település lakossága az elmúlt években az alábbi módon változott:
| Lakosok száma | 3077 | 3048 | 2855 |
|               | 2017 | 2018 | 2023 |